# Часы надежды
«Часы надежды» (пол. Godziny nadziei) — польский художественный чёрно-белый фильм режиссёра Яна Рыбковского.
Фильм снят в стилистике итальянского неореализма. Премьера фильма состоялась в мае 1955 года.

## Сюжет
Апрель 1945 года. В маленьком немецком городке на востоке Германии, разместился польский полевой госпиталь. В нём находятся самые разные люди: раненные, узники фашистских концлагерей и вывезенные на принудительные работы, возвращающиеся домой, освобождённые из немецкого плена офицеры и солдаты США.
В окрестных лесах прячется сильный отряд эсэсовцев, намеревающийся прорваться на Запад. Для этого немцам надо пройти по узкому перешейку между двумя озерами, как раз там, где расположен городок.
Часть раненых и измождённых пациентов госпиталя поспешно эвакуирована. Оставшиеся вступают в неравный бой. В схватке с фашистами гибнут как те, кто взялся за оружие, так и те, кто решил сдаться немцам (американские военнопленные). Кровавую бойню прерывает появление танков Красной Армии.

## В ролях
- Збигнев Юзефович — капитан Волек, комендант госпиталя
- Кристина Каменская — доктор Анна
- Станислав Микульский — поручик Басёр
- Богуш Билевский
- Ядвига Хойнацкая — медсестра Маргель
- Бронислав Павлик — Щежуя, парикмахер
- Зофья Мрозовска — актриса фронтового театра
- Богдан Эймонт — лётчик Петя
- Анна Цепелевская — Джанина
- Стефан Ридель — штурмфюрер СС фон Ликс
- Станислав Мильский — полковник СС Нагель
- Леон Немчик — американский офицер
- Рышард Филипский — американец (не указан в титрах)
- Ежи Калишевский — майор Войнич
- Адам Мулярчик — старик-итальянец
- Казимеж Вихняж — сержант Томаля
- Цезарий Юльский — капо
- Зыгмунт Листкевич
- Кристина Фельдман
- Станислав Нивиньский
- Александер Севрук — Досяд, шахтёр
- Барбара Поломская — работница в полевой кухне
- Ханна Зембжуская — девушка, помогающая американцам (нет в титрах)
- Мария Бадмаефф
- Борис Борковский
- Юзеф Костецкий — раненный актёр
- Анна Цепелевская и др.